# Álvaro Colom Caballeros
Álvaro Colom Caballeros (født 15. juni 1951, død 23. januar 2023) var en guatemalansk politiker, der var Guatemalas præsident fra 2008 til 2012. 
Han blev uddannet som ingeniør og var forretningsmand før han blev politiker. Han var kandidat i Guatemalas præsidentvalg 2003 men tabte med 46 % af stemmerne. I 2007 stilte Colom op for partiet Unidad Nacional de la Esperanza (UNE) hvor han vandt med 53 % af stemmerne og trådte ind i embedet i januar 2008.
Han var, ved sin tiltrædelse, Guatemalas første venstreorienterede præsident siden Jacobo Arbenz blev styrtet i 1954.
Han var gift med Sandra de Colom og far til musikeren Antonio Colom Szarata, der er medlem af det populære guatemalanske rockband "Viento en Contra".

## Rodrigo Rosenberg
Den 10. maj 2009 blev advokaten Rodrigo Rosenberg myrdet af skud på åben gade. I en video, som Rosenberg havde indspillet få dage før sin død, påstod han, at Álvaro Colom og hans embedsmænd var de ansvarlige bagmænd. Colom har nægtet alle beskyldninger og mente, at skandalen var iscenesat som et komplot mod regeringen fra oppositionen. Sagen vagte stor opsigt og vrede i Guatemala, hvor tusinde af mennesker demonstrerede i gaderne og krævede, at præsidenten gik af, og dette kastede Guatemala ud i en dyb politisk krise. En FN-ledet undersøgelse kom i januar 2010 frem til, at Rosenberg selv havde planlagt mordet efter en depression pga. personlige problemer. Han havde fået kolleger til at kontakte lejemordere og havde selv indtalt trusler på sin telefonsvarer for at kunne skyde skylden på Álvaro Colom.